# Eleição municipal de São João de Meriti em 2024
A eleição municipal da cidade brasileira de São João de Meriti em 2024 ocorreu no dia 6 de outubro (primeiro turno) com o objetivo de eleger um prefeito, um vice-prefeito e 15 vereadores responsáveis pela administração da cidade no mandato a se iniciar em 1° de janeiro de 2025 e com término em 31 de dezembro de 2028.  O prefeito titular era Dr. João, do PL, que por estar em seu segundo mandato não pôde se candidatar a reeleição.
O vencedor do pleito foi o deputado estadual Léo Vieira, candidato pelo Republicanos, que recebeu 122.399 votos (50,36% dos votos válidos), seguido de Valdecy da Saúde, candidato pelo PL, com 81.102 votos (33,37%). Para a Câmara Municipal, o candidato mais votado da cidade foi Marquinho Aquino, do Republicanos, que recebeu 7.945 votos (3,13% dos votos válidos).

## Calendário eleitoral
| Início        | Fim           | Atividades | Status    |
| ------------- | ------------- | --- | --------- |
| 7 de março    | 5 de abril    | Janela partidária para vereadores trocarem de partido visando concorrer às eleições sem perder o mandato. | Realizado |
| 6 de abril    | 6 de abril    | Data-limite para todas as legendas e federações partidárias obterem o registro dos estatutos no TSE e para todos os candidatos terem domicílio eleitoral na circunscrição em que desejam disputar as eleições com a filiação deferida pelo partido. | Realizado |
| 15 de maio    | 15 de maio    | Início da campanha de arrecadação prévia de recursos na modalidade de financiamento coletivo para pré-candidatos, sem realização de pedidos de voto e obedecendo a regras relativas à propaganda eleitoral na Internet.                             | Realizado |
| 20 de julho   | 5 de agosto   | Realização de convenções partidárias para deliberar sobre coligações e escolher candidatos às prefeituras e aos cargos de vereador. Os partidos têm até 15 de agosto para registrar os nomes na Justiça Eleitoral.                                  | Realizado |
| 16 de agosto  | 16 de agosto  | Início das campanhas eleitorais de forma igualitária, podendo qualquer publicidade ou manifestação com pedido explícito de voto antes da data ser considerada irregular e multada.                                                                  | Realizado |
| 30 de agosto  | 3 de outubro  | Veiculação da propaganda eleitoral gratuita no rádio e na televisão. | Realizado |
| 6 de outubro  | 6 de outubro  | Realização do primeiro turno das eleições municipais. | Realizado |
| 11 de outubro | 25 de outubro | Veiculação da propaganda eleitoral gratuita no rádio e na televisão para o segundo turno. | Realizado |
| 27 de outubro | 27 de outubro | Realização de um eventual segundo turno nas cidades com mais de 200 mil eleitores em que o candidato a prefeito mais votado não tenha atingido a metade mais um dos votos válidos.                                                                  | Realizado |

## Candidatos ao cargo de Prefeito de São João de Meriti
| Nº | Prefeito(a)  | Prefeito(a)      | Prefeito(a)         | Prefeito(a) | Vice-prefeito(a) | Vice-prefeito(a) | Vice-prefeito(a)   | Vice-prefeito(a)    | Vice-prefeito(a)                                                                                     | Coligação Partido(s)                                                                                         | Ref.         |
| Nº | Candidato(a) | Candidato(a)     | Partido Federação   | Cargos relevantes | Candidato(a)     | Candidato(a)     | Candidato(a)       | Partido Federação   | Cargos relevantes                                                                                    | Coligação Partido(s)                                                                                         | Ref.         |
| -- | ------------ | ---------------- | ------------------- | --- | ---------------- | ---------------- | ------------------ | ------------------- | --- | --- | ------------ |
| 10 |              | Léo Vieira       | Republicanos        | - Deputado estadual do Rio de Janeiro (2019–2024); - Secretário Estadual de Trabalho e Renda do Rio de Janeiro (2021); - Secretário Estadual de Defesa do Consumidor do Rio de Janeiro (2021–2022) |                  |                  | Dra. Letícia Costa | MDB                 | - Vereadora de São João de Meriti (2021–2024)                                                        | Tá na Hora de Mudar pra Melhor Republicanos, MDB, PDT, PSD, PODE, PRTB e MOBILIZA                            | [ 8 ]        |
| 22 |              | Valdecy da Saúde | PL                  | - Deputado estadual do Rio de Janeiro (2019–presente) |                  |                  | Bebeto             | PP                  | - Vereador de São João de Meriti (2011–2023); - Deputado federal pelo Rio de Janeiro (2023–presente) | Meriti Acima de Tudo, Deus Acima de Todos PL, PP, UNIÃO, Agir, Fed. PSDB Cidadania, PRD, Solidariedade e PSB | [ 9 ] [ 10 ] |
| 30 |              | Elvis Silva      | NOVO                | - Advogado |                  |                  | Cabo Carvalhão     | NOVO                | - Policial Militar                                                                                   | Sem coligação                                                                                                | [ 11 ]       |
| 35 |              | Marcos Muller    | PMB                 | - Deputado estadual do Rio de Janeiro (2015–2023) |                  |                  | Vanessa Santos     | PMB                 | - Policial Militar                                                                                   | Com Saúde e Segurança Tudo Melhora PMB e Avante                                                              | [ 12 ]       |
| 50 |              | Juliana Drumond  | PSOL Fed. PSOL REDE | - Professora |                  |                  | Professor Jader    | PSOL Fed. PSOL REDE | - Professor                                                                                          | Sem coligação                                                                                                | [ 13 ]       |

### Indeferida
- Professor Joziel (DC) – Deputado federal pelo Rio de Janeiro (2019–2023). A candidatura de Joziel foi indeferida pela Justiça Eleitoral baseada em uma impugnação que apontou que a chapa não cumpriu o prazo legal para a troca do candidato a vice-prefeito, Felipe Juventude, que teve seu registro indeferido com trânsito em julgado da sentença no dia 11 de setembro.

### Desistências
- Lorena Zacarias (PT) – Bacharel em Direito e diretora-executiva da ONG Promacom. Retirou a pré-candidatura em 30 de julho.[14]

## Transmissão
A veiculação da propaganda eleitoral gratuita entre 30 de agosto e 3 de outubro, em bloco e inserções, na televisão, vai ao ar pela RedeTV! Rio de Janeiro, que pela primeira vez desde a eleição de 2004 exibe o guia eleitoral de Meriti. Pelo rádio, é transmitida pela Rádio Família.

## Debates
Primeiro turno

De acordo com as regras eleitorais, as emissoras só poderão convocar para o debate os candidatos que obtiverem a concordância de pelo menos dois terços de candidatas e candidatos, no caso de eleição majoritária (cargo de prefeito), e de pelo menos dois terços dos partidos ou das federações com candidatas e candidatos, no caso de eleição proporcional (cargo de vereador). Caso não seja possível um acordo, as emissoras de rádio e televisão podem apresentar debates em conjunto para o cargo de prefeito, estando presentes todas as candidatas e todos os candidatos, ou em grupos, com a presença de, no mínimo, três pessoas.
| Data           | Organizador(es) | Mediação        | Valdecy da Saúde (PL) | Léo Vieira (Republicanos) | Juliana Drumond (PSOL) | Marcos Muller (PMB) | Professor Joziel (DC) | Elvis Silva (NOVO) | Ref    |
| -------------- | --------------- | --------------- | --------------------- | ------------------------- | ---------------------- | ------------------- | --------------------- | ------------------ | ------ |
| 22 de agosto   | G1              | Edimilson Ávila | Ausente               | Ausente                   | Presente               | Presente            | Não convidado         | Não convidado      | [ 17 ] |
| 12 de setembro | Estúdio B       | Marlon Brum     | Ausente               | Ausente                   | Presente               | Ausente             | Presente              | Presente           | [ 18 ] |

## Pesquisas eleitorais
As pesquisas buscam analisar como seria o resultado da eleição se ela ocorresse no dia em que os dados dos entrevistados foram coletados, não tendo como objetivo pela porcentagem de confiança, prever o resultado final da eleição.

### Primeiro turno
| Fonte             | Data(s) conduzida(s) | Amostragem | Vieira Republicanos | da Saúde PL    | Muller PMB | Joziel DC | Drumond PSOL | Silva NOVO | Outros | Abst. Indec. | Vantagem | Ref.   |    |    |    |   |    |     |        |
| ----------------- | -------------------- | ---------- | ------------------- | -------------- | ---------- | --------- | ------------ | ---------- | ------ | ------------ | -------- | ------ | -- | -- | -- | - | -- | --- | ------ |
| Fonte             | Data(s) conduzida(s) | Amostragem | RealTime Big Data   | 14-16/Set/2024 | 1.000      | 46%       | 30%          | 9%         | Outros | Abst. Indec. | Vantagem | Ref.   | 4% | 1% | 0% | – | 4% | 16% | [ 19 ] |
| Quaest            | 5-8/Set/2024         | 600        | 32%                 | 33%            | 9%         | 4%        | 2%           | 0%         | –      | 20%          | 1%       | [ 20 ] |    |    |    |   |    |     |        |
| Quaest            | 5-8/Set/2024         | 600        | 15%                 | 7%             | 2%         | –         | –            | –          | –      | 74%          | 8%       | [ 20 ] |    |    |    |   |    |     |        |
| Instituto Factum  | 26-27/Ago/2024       | 782        | 36,6%               | 25,1%          | 9%         | 2%        | 0,9%         | 0,6%       | –      | 3,1%         | 11,5%    | [ 21 ] |    |    |    |   |    |     |        |
| Instituto Factum  | 26-27/Ago/2024       | 782        | 27,5%               | 20%            | 6,4%       | 1,3%      | 0,8%         | 0,3%       | –      | 3,1%         | 7,5%     | [ 21 ] |    |    |    |   |    |     |        |
| RealTime Big Data | 03-05/Ago/2024       | 1.000      | 41%                 | 28%            | 10%        | –         | 7%           | 1%         | 2%     | 11%          | 13%      | [ 22 ] |    |    |    |   |    |     |        |
| Instituto Ágora   | 30-31/Jul/2024       | 603        | 32%                 | 25%            | 13%        | 1%        | 3%           | –          | –      | 26%          | 7%       | [ 23 ] |    |    |    |   |    |     |        |

### Segundo turno
Léo Vieira e Valdecy da Saúde
| Fonte | Data(s) conduzida(s) | Amostragem | Vieira Republicanos | da Saúde PL    | Abst. Indec. | Vantagem | Ref. |     |     |     |     |     |        |
| ----- | -------------------- | ---------- | ------------------- | -------------- | ------------ | -------- | ---- | --- | --- | --- | --- | --- | ------ |
| Fonte | Data(s) conduzida(s) | Amostragem | Instituto Ágora     | 30-31/Jul/2024 | Abst. Indec. | Vantagem | Ref. | 603 | 44% | 32% | 19% | 12% | [ 23 ] |

## Resultados

### Prefeito
| Candidato(a) a prefeito(a) | Candidato(a) a prefeito(a) | Candidato(a) a vice-prefeito(a) | Primeiro turno 6 de outubro de 2024 | Primeiro turno 6 de outubro de 2024 |
| Candidato(a) a prefeito(a) | Candidato(a) a prefeito(a) | Candidato(a) a vice-prefeito(a) | Total                               | Percentagem                         |
| -------------------------- | -------------------------- | ------------------------------- | ----------------------------------- | ----------------------------------- |
|                            | Léo Vieira (Republicanos)  | Drª Leticia Costa (MDB)         | 122.399                             | 50,36%                              |
|                            | Valdecy da Saúde (PL)      | Bebeto (PP)                     | 81.102                              | 33,37%                              |
|                            | Marcos Muller (PMB)        | Vanessa Santos (PMB)            | 30.189                              | 12,42%                              |
|                            | Juliana Drumond (PSOL)     | Professor Jader (PSOL)          | 8.131                               | 3,35%                               |
|                            | Elvis Silva (NOVO)         | Cabo Carvalhão (NOVO)           | 1.223                               | 0,50%                               |
| Total de votos válidos     | Total de votos válidos     | Total de votos válidos          | 243.044                             | 87,74%                              |
| → Votos em branco          | → Votos em branco          | → Votos em branco               | 12.802                              | 4,57%                               |
| → Votos nulos              | → Votos nulos              | → Votos nulos                   | 21.520                              | 7,69%                               |
| Total                      | Total                      | Total                           | 279.990                             | 74,94%                              |
| Abstenções                 | Abstenções                 | Abstenções                      | 93.612                              | 25,06%                              |
| Eleitores aptos            | Eleitores aptos            | Eleitores aptos                 | 373.602                             | 373.602                             |

### Composição Câmara Municipal
| Partido ou federação          | Câmara Municipal de São João de Meriti | Câmara Municipal de São João de Meriti | Câmara Municipal de São João de Meriti | Câmara Municipal de São João de Meriti |
| ----------------------------- | -------------------------------------- | -------------------------------------- | -------------------------------------- | -------------------------------------- |
| Partido ou federação          | Votos                                  | Assentos                               | +/–                                    |                                        |
| PP                            | 31.594                                 | 2                                      | Estável                                |                                        |
| PL                            | 27.563                                 | 2                                      | 2                                      |                                        |
| Solidariedade                 | 26.992                                 | 2                                      | Estável                                |                                        |
| Republicanos                  | 24.512                                 | 2                                      | 1                                      |                                        |
| Agir                          | 22.717                                 | 1                                      | Estável                                |                                        |
| PRD                           | 20.538                                 | 1                                      | 1                                      |                                        |
| PSD                           | 20.245                                 | 1                                      | 1                                      |                                        |
| UNIÃO                         | 15.814                                 | 1                                      | 2                                      |                                        |
| Federação PSDB Cidadania      | 15.028                                 | 1                                      | 1                                      |                                        |
| Federação Brasil da Esperança | 11.485                                 | 0                                      | 2                                      |                                        |
| PODE                          | 2.523                                  | 0                                      | 1                                      |                                        |
| PRTB                          | 2.103                                  | 0                                      | Estável                                |                                        |
| Federação PSOL REDE           | 1.848                                  | 0                                      | Estável                                |                                        |
| MOBILIZA                      | 1.694                                  | 0                                      | Estável                                |                                        |
| PMB                           | 1.494                                  | 0                                      | Estável                                |                                        |
| PSB                           | 1.482                                  | 0                                      | Estável                                |                                        |
| Avante                        | 1.304                                  | 0                                      | Estável                                |                                        |
| NOVO                          | 998                                    | 0                                      | Estável                                |                                        |
| PDT                           | 641                                    | 0                                      | Estável                                |                                        |
| → Votos Validos               | 252.602                                | 15                                     |                                        |                                        |
| → Votos brancos/nulos         | 24.819                                 |                                        |                                        |                                        |
| → Anulados                    | 2.569                                  |                                        |                                        |                                        |
| Total                         | 279.990                                |                                        |                                        |                                        |

### Vereadores Eleitos
| Candidato(a)            | Partido | Votação     | Votação |
| Candidato(a)            | Partido | Porcentagem | Total   |
| ----------------------- | ------- | ----------- | ------- |
| Marquinho Aquino        | REP     | 7.975       | 3,13%   |
| Rogério Paes            | PL      | 7.178       | 2,81%   |
| Ernane Aleixo           | PL      | 6.720       | 2,63%   |
| Otojanes Filho          | SD      | 5.969       | 2,34%   |
| Miltinho                | PP      | 5.923       | 2,32%   |
| Carlos Henrique Queiroz | MDB     | 5.477       | 2,15%   |
| João Nunes              | PP      | 5.214       | 2,04%   |
| Doca Brazão             | MDB     | 5.205       | 2,04%   |
| Magrão Nobre            | UNIÃO   | 4.881       | 1,91%   |
| Giovani Ratinho Jr.     | SD      | 4.858       | 1,90%   |
| Juninho Vieira          | PSD     | 4.606       | 1,81%   |
| Elias Queiroz           | REP     | 4.545       | 1,78%   |
| Rodrigo Pit             | AGIR    | 4.437       | 1,74%   |
| Carlinhos Moutinho      | PSDB    | 4.406       | 1,73%   |
| Jefferson Martin        | PRD     | 4.157       | 1,63%   |